# Юсуфзай, Малала
Мала́ла Юсуфза́й (пушту ملاله یوسفزۍ‎; род. 12 июля 1997, Мингора) — пакистанская правозащитница, выступающая за доступность образования для женщин во всём мире. За свою деятельность была тяжело ранена в 2012 году боевиками из террористического движения «Техрик-е Талибан Пакистан». Лауреат Нобелевской премии мира (2014).

## Блог
В начале 2009 года в возрасте 11 лет Юсуфзай стала известна в мире благодаря блогу, который она писала для Би-би-си. В блоге она подробно рассказывала о своей жизни при режиме талибов, об их попытке взять под контроль долину Сват и о своих взглядах на развитие образования для девочек. В конце 2009 года пакистанские военные развернули полномасштабное наступление против боевиков, что привело к изгнанию талибов из долины Сват. Малала Юсуфзай заняла первое место на ежегодной Национальной пакистанской молодёжной премии мира за своё описание данных событий в блоге.
В 2012 году участвовала в летней школе, проводившейся Международной марксистской тенденцией в Свате.

## Покушение
9 октября 2012 года Малала Юсуфзай возвращалась домой из школы в школьном автобусе; автобус был остановлен людьми в масках и с оружием. Один из боевиков зашёл в автобус и стал спрашивать детей, кто из них Малала. Когда её личность была установлена, талиб выстрелил в девочку. Пуля прошла через голову, шею и вышла навылет через плечо, в результате две девочки, которые сидели позади Малалы, также получили по огнестрельному ранению. Малалу доставили в критическом состоянии в военный госпиталь города Пешавар. Девочка находилась в коме, шансы на её выздоровление были невелики.
Группа из 50 исламских священнослужителей в Пакистане вынесли фетву против тех, кто пытался убить её.

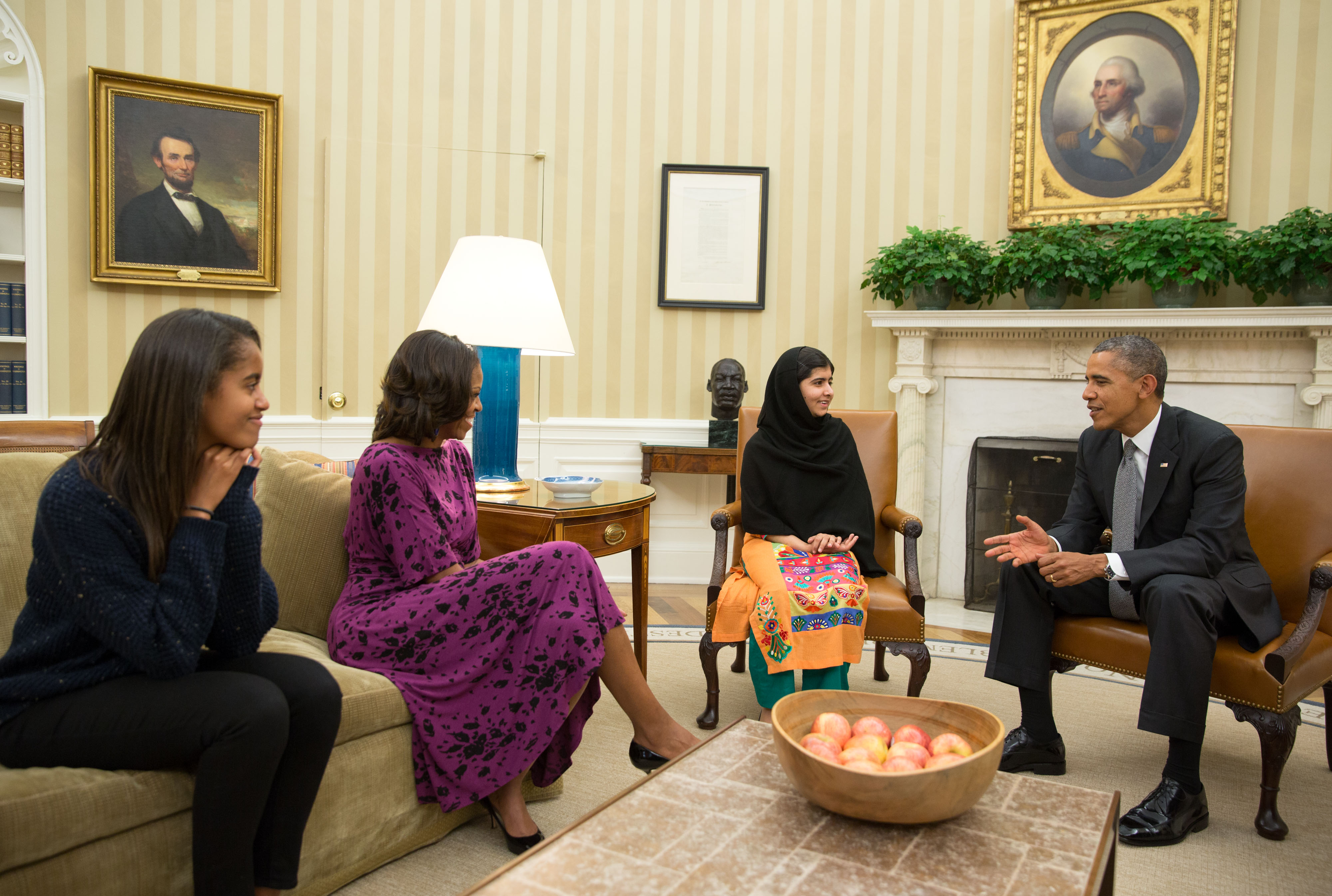
Президент США Барак Обама и первая леди Мишель Обама встречаются в Белом доме с Малалой Юсуфзай, 2013

Когда состояние Малалы стало стабильным, пакистанское правительство организовало для неё авиаперелёт в Великобританию. Девочка проходила лечение в больнице города Бирмингем. Её отец сделал заявление, что дочь вернётся жить в Пакистан после курса реабилитации в Великобритании.
16 октября 2012 года министр внутренних дел Пакистана Рехман Малик объявил, что Малала награждена Звездой ордена храбрости — «за публичное выступление против тиранической позиции талибов по вопросам образования для женщин». Вручена лично на торжественном приёме в Лондоне 24 марта 2013 года высшим комиссаром Пакистана в Великобритании Сайедом Ибне Аббасом.
4 января 2013 года Малала была выписана из больницы.

## Дальнейшая биография
12 июля 2013 года, в день своего 16-летия, Малала выступила в штаб-квартире ООН в Нью-Йорке.

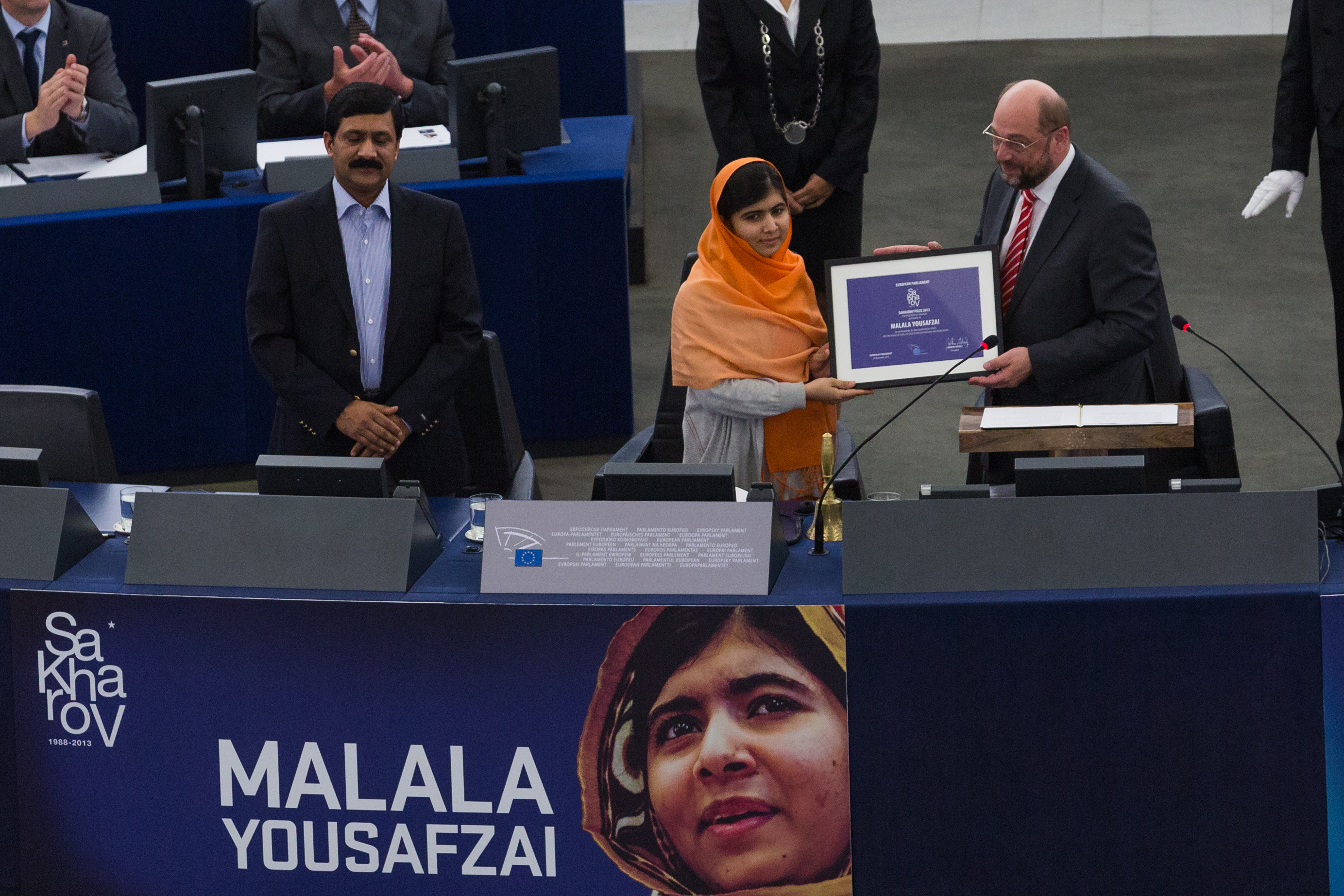
Малала выступает в штаб-квартире ООН в Нью-Йорке, 2013

8 октября 2013 года в Великобритании в издательстве Weidenfeld & Nicolson и в США в издательстве Little, Brown and Company вышла автобиография Малалы I Am Malala: The Story of the Girl Who Stood Up for Education and was Shot by the Taliban, написанная в соавторстве с британской журналисткой Кристиной Ламб. В этот же день, комментируя выход книги, представитель «Талибана» Шахидулла Шахид заявил в интервью пакистанской газете The Daily Nation: «Если у нас появится ещё один шанс, мы обязательно убьём её. Ислам запрещает убийство женщин, но можно сделать исключение для тех, кто поддерживает неверных в их войне против нашей религии». Книга переведена в 2014 году на четыре языка Индии: каннада, малаялам, маратхи, тамильский. В 2015 году книга «Я — Малала. Уникальная история мужества, которая потрясла весь мир» вышла на русском языке в издательстве «Азбука-Аттикус». Аудиокнига, начитанная Нилой Васвани, выиграла премию «Грэмми» 2015 года как «Лучший альбом для детей».
В 2013 году получила премию имени Анны Политковской, а также премию имени Сахарова.
В 2014 году стала лауреатом Нобелевской премии мира совместно с Кайлашом Сатьяртхи «за борьбу против притеснений детей и молодёжи и за права детей на образование». В возрасте 17 лет стала самым молодым лауреатом Нобелевской премии за всю историю её существования.
12 июля 2015 года Малала открыла в Ливане школу для девочек-беженок из Сирии.
В 2014 году награждена Филадельфийской медалью Свободы от Национального центра конституции.
Широкий резонанс получило интервью Малалы Юсуфзай с юной американской журналисткой и писательницей Хильдой Лишак, в котором речь шла о борьбе девочек за бесплатное и качественное образование.

## Образование
С марта 2013 года по июль 2017 года Юсуфзай училась в средней школе Эдгбастон для девочек в Бирмингеме. В августе 2015 года получила 6 высших оценок A* (аналог российской оценки пять с плюсом по пятибалльной системе) и 4 оценки A (аналог оценки пять) за школьные выпускные экзамены по британской системе GCSE. Она изучала географию, историю, математику и религиоведение. Подавая заявление в Даремский университет, Уорикский университет и в Лондонской школе экономики и политических наук, Юсуфзай также прошла собеседование в колледж Леди Маргарет Холл в Оксфорде в декабре 2016 года и получила предложение поступить туда, если получит не менее трёх оценок «отлично» (А) на экзаменах повышенного уровня сложности (профильных, по российской терминологии ЕГЭ, англ. «A-levels», в отличие от базовых) за курс полной средней школы. Она сдала четыре таких экзамена и в августе 2017 года была принята для изучения философии, политики и экономики. В июне 2020 года получила диплом Оксфорда.